# Cristo dell'Avana
Il Cristo dell'Avana è una statua colossale raffigurante Gesù e collocata nella città dell'Avana.

## Descrizione
Realizzata dalla scultrice cubana Jilma Madera la statua è alta 20 metri, poggia su una base di 3 metri ed ha un peso complessivo di circa 320 tonnellate. L'opera rappresenta Gesù che, mentre benedice con la mano destra e tiene la sinistra sul petto, guarda la città e, siccome gli spazi degli occhi sono stati lasciati vuoti, dà l'impressione in chi la osserva di essere visto da qualsiasi punto.  Si tratta di una statua di marmo bianco, situata sulla collina "La Cabaña", nel villaggio di Casa Blanca del comune di Regla a 51 metri sul livello del mare; questa sua particolare posizione permette alla statua di essere osservata da vari punti della città.
Di fianco a questa statua c'è la casa-museo di Che Guevara, visitata ogni giorno da cittadini cubani e da turisti stranieri.

## Storia
L'opera, composta da 67 blocchi di marmo di Carrara, venne scolpita in Italia e benedetta da papa Pio XII. Successivamente venne trasportata a Cuba e inaugurata il 24 dicembre 1958; il giorno seguente il cardinale Arteaga, che vedeva la statua come uno strumento con il quale il dittatore Fulgencio Batista cercava di conquistare il consenso popolare, venne costretto a benedirla. L'8 gennaio 1959, appena 15 giorni dopo l'inaugurazione, Fidel Castro entrò all'Avana, in mano ai ribelli dal 2 gennaio in seguito alla fuga di Batista alla volta di Santo Domingo.
Gli anni successivi segnarono così l'abbandono della statua che venne quasi del tutto coperta dalla vista a causa degli alberi e che, rientrando in una zona militare, non era visitabile dal pubblico. Venne addirittura colpita per ben tre volte dai fulmini, nel 1961, nel 1962 e nel 1986, e solo dopo venne dotata di un parafulmine. Negli anni novanta poi l'opera venne riaperta al pubblico.